# Echinobothrium coronatum
Echinobothrium coronatum är en plattmaskart som beskrevs av Robinson 1959. Echinobothrium coronatum ingår i släktet Echinobothrium och familjen Echinobothriidae. Inga underarter finns listade i Catalogue of Life.